# Chustské vlastivědné muzeum
Chustské vlastivědné muzeum (ukrajinsky Ху́стський краєзна́вчий музе́й ) je městské a regionální muzeum v Chustu v Zakarpatské oblasti na Ukrajině. Muzeum se nachází v třípatrové budově v centru města. 

## Historie muzea
Muzeum bylo založeno roku 1963, jeho zakladatelem a prvním ředitelem byl Oleksa Ivanovič Ruščak. Roku 1967 udělilo Ministerstvo kultury SSSR Chustskému muzeu titul „Lidové muzeum“. V roce 1980 se Lidové muzeum přeměnilo na pobočku Zakarpatského vlastivědného muzea. V roce 1999 byla pobočka Zakarpatského vlastivědného muzea převedena pod správu Městského úřadu v Chustu.

## Expozice a sbírka
Muzeum eviduje přibližně 2000 sbírkových předmětů, mezi nimiž se nachází předměty každodenní potřeby, nádobí, kroje a nálezy z místního hradu. Kuriozitou je orientální soška z hradu, která může souviset s tatarským obléháním Chustu roku 1241.  V roce 2004 byl na oslavu 65. výročí vyhlášení nezávislosti Karpatské Ukrajiny v muzeu otevřen sál „Karpatská Ukrajina“, věnovaný tomuto krátce existujícímu státu, jehož hlavním městem byl Chust.

## Související zajímavosti
Muzeum se roku 2018 podílelo na odhalení pamětní desky T. G. Masarykovi na budově Chustského odborného lycea.